# Kristallomantie
Kristallomantie ist eine Form der Wahrsagung (Mantik), bei der spiegelnde Flächen als Medium für Deutungen künftiger Ereignisse dienen sollen. Praktisch jede reflektierende Fläche wurde zu dieser oder jener Zeit schon dazu verwendet – Wasser, Glas, poliertes Metall, Edelsteine, Blut und sogar Seifenblasen. Die häufig verwendete Kristallkugel aus Glas, Bergkristall (Quarz) oder auch aus echtem Beryll (Beryllomantie) ist ein Zunftzeichen der Wahrsager. Das Wahrsagen mit Hilfe durchscheinender oder spiegelnder Flächen geht bis in die Antike zurück. Im deutschsprachigen Raum waren mantische Texte (Zaubersprüche, „Kristallsegen“) dazu vor allem im Spätmittelalter, aber auch darüber hinaus verbreitet. Zur einem Analogiezauber ähnlichen Ausführung wurden Kristall- oder einfache Glaskugeln verwendet. Auch Thomas von Aquin erwähnt die „divinatio ex lapide polito“, das „Weissagen aus glänzendem Stein“. Die katholische Kirche stand der Kristallomantie – wie allen wahrsagerischen Übungen – ablehnend gegenüber. Zeitgenössische Moraltheologen sehen zwar kein „Dämonenwerk“ mehr, betonen aber die Nähe zu unerlaubtem „Forschen nach Geheimwissen“.
Als Kristalloskopie – und gelegentlich nicht ganz korrekt ebenfalls als Kristallomantie – bezeichnet man Verfahren, durch Konzentration von Blick und Aufmerksamkeit auf einen glänzenden Gegenstand Visionen oder innere Erfahrungen zu provozieren. Ähnlich der psychologischen Nutzung des Tarot soll der Betrachter durch Meditation in einen tranceartigen Zustand versetzt werden, es sollen Bilder aus dem Unbewussten aufsteigen, die dann zur Selbsterkenntnis oder auch psychotherapeutisch genutzt werden.